# Thyasira alleni
Thyasira alleni är en musselart som beskrevs av Carrozza 1981. Thyasira alleni ingår i släktet Thyasira och familjen Thyasiridae. Inga underarter finns listade i Catalogue of Life.